# Ljusgölen (Ulrika socken, Östergötland, 644167-147716)
Ljusgölen är en sjö i Linköpings kommun i Östergötland och ingår i Motala ströms huvudavrinningsområde.